# Nagyasszonyfalva
Nagyasszonyfalva Vasasszonyfa község része, 1937 előtt önálló község volt, ma Vas vármegyében, a Szombathelyi járásban található.

## Fekvése
Szombathelytől 10 km-re északra fekszik a Surányi-patak mellett. A mai Vasasszonyfa község délnyugati részét képezi.

## Nevének eredete
Nevét onnan kapta, hogy a középkorban a királyné birtoka volt.

## Története
A község területén avar település volt, melynek temetőjét feltárták. A leletek a kultúrházban rendezett kiállításon láthatók.
1284-ben Ozun, 1286-ban Oschun, 1342-ben Ozzun, 1359-ben Azunfalwa, 1392-ben Azonfolwa, 1428-ban Azzonfalwa néven említik. Nevéből ítélve a középkorban királynéi birtok volt. 1428-ban részben a Rumy család, részben Kőszeg várának birtoka. 1549-ben 23 adózó portája volt. 1600 körül épült Nagyboldogasszonynak szentelt temploma. Nagyaszonyfalva önállóan csak 1648-ban jelenik meg az írott forrásokban Nagy-Azzonyfalua alakban.
Vályi András szerint "Nagy Aszszonyfa. Magyar falu Vas Vármegyében, földes Ura Hertzeg Eszterházy Uraság, lakosai katolikusok, fekszik a’ Kőszegi Uradalomban. Határbéli földgye termékeny, tája, legelője elég, eladása Köszögön, és Szombathelyen, réttye szűken, első Osztálybéli."
Fényes Elek szerint "Nagy-Asszonyfa, magyar falu, Vas vármegyében, 284 kath., 4 evang. lak. F. u. b. Eszterházy."
Vas vármegye monográfiájában "Nagy-Asszonyfa régi nemesi község. Házainak száma 47, a lakosoké 358. Népe magyar és vallása r. kath. és ág. ev. Postája Szombathely, távírója Acsád. Kath. temploma 1600 körül épült. Földesura herczeg Eszterházy volt."
1910-ben 392 lakosa volt.

## Nevezetességei
A Nagyboldogasszony tiszteletére szentelt római katolikus temploma 1600 körül épült.

## Külső hivatkozások
- Vasasszonyfa honlapja